# Kim Kook-hyun
Pour les articles homonymes, voir Kim.
Dans ce nom coréen, le nom de famille, Kim, précède le nom personnel.
Kim Kook-hyun, né le 15 mars 1999,, est un coureur cycliste sud-coréen. Il évolue au sein de l'équipe KSPO Professional.

## Palmarès et résultats

### Palmarès sur route
- 2019
  - 2e étape du Kangjin Memorial Tour
  -  Médaillé d'argent du championnat d'Asie du contre-la-montre par équipes
- 2020
  - 3e du championnat de Corée du Sud du contre-la-montre
- 2022
  - 3e du championnat de Corée du Sud du contre-la-montre

### Classements mondiaux
| Année         | 2019 | 2020 | 2021 | 2022 |
| ------------- | ---- | ---- | ---- | ---- |
| UCI Asia Tour | 138e | 91e  |      | 195e |

### Palmarès sur piste
- 2019
  - 2e du championnat de Corée du Sud de poursuite par équipes
- 2020
  - 2e du championnat de Corée du Sud de l'américaine